# Anne Boileau
Anne Boileau-Demaret est une pongiste française née le 16 juillet 1975 aux Sables-d'Olonne en Vendée.

## Carrière
Elle a été sextuple championne de France de 1998 à 2003 en simple dames, championne de France de double en 1999 et championne de France de double mixte de 1996 à 1998. En l'an 2000, elle a été la seule représentante féminine aux Jeux olympiques d'été de 2000 de Sydney. Elle est une des Françaises les plus titrées aux championnats de France, juste derrière Christiane Watel qui détient huit titres en simple dames.
Son meilleur classement est 21e joueuse mondiale en 1999 et numéro 8 européenne la même année. Elle est battue en 32e de finale des championnats du monde 1999, disputé à Eindhoven.
Sur la scène européenne, son meilleur résultat est une élimination en demi-finale du double femmes, où elle est associée à Sylvie Plaisant, lors du championnat d'Europe 1994. Elle atteint les quarts de finale en double mixte lors des éditions de 1996, en compagnie de Christophe Legoût, 1998 avec Nicolas Chatelain et 2000 avec Christophe Legoût.
Professionnelle de 1993 à 2001, elle s'est longtemps fait remarquer sur le circuit Pro Tour avant de prendre sa retraite internationale. Classée par la suite 36 française, elle évolue à Serris Val d'Europe ATT (Pro B) en région parisienne après avoir quitté le club de la Roche Vendée Tennis de table en 2008.

## Palmarès
| 1993 | - Vice-championne de France - Simple Dames - Saint-Chamond |
| 1994 | - Médaille de bronze - Double Dames (avec Sylvie Plaisant) - Championnats d'Europe à Birmingham (Angleterre) |
| 1995 | - Médaille de bronze - Double Dames - Championnats de France à Cholet - Médaille de bronze - Double Mixte (avec Christophe Legoût) - Championnats de France à Cholet |
| 1996 | - Vice-championne de France - Simple Dames - Levallois-Perret - Championne de France - Double Mixte (avec Christophe Legoût) - Levallois-Perret - Vainqueur du Top 12 national - Demi-finaliste des Internationaux du Brésil - Simple Dames - Rio de Janeiro |
| 1997 | - Médaille de bronze - Simple Dames - Championnats de France à Marseille - Championne de France - Double Mixte (avec Christophe Legoût) - Marseille - Médaille de bronze - Simple Dames - Jeux Méditerranéens à Bari - Finaliste des Internationaux de France - Double Dames (avec Anne-Sophie Gourin) - Lyon                                                                                           |
| 1998 | - Championne de France - Simple Dames - Amiens - Vice-championne de France - Double Dames (avec Anne-Claire Palut) - Amiens - Championne de France - Double Mixte (avec Christophe Legoût) - Amiens - Finaliste des Internationaux du Japon - Double Dames (avec Anne-Sophie Gourin) - Wakayama |
| 1999 | - Championne de France - Simple Dames - Clermont-Ferrand - Championne de France - Double Dames (avec Anne-Sophie Gourin) - Clermont-Ferrand - Finaliste des Internationaux d'Angleterre - Simple Dames - Hopton-on-Sea - Demi-finaliste des Internationaux du Brésil - Simple Dames - Rio de Janeiro - Vainqueur des Internationaux du Brésil - Double Dames (avec Anne-Sophie Gourin) - Rio de Janeiro |
| 2000 | - Championne de France - Simple Dames - Dijon - Médaille de bronze - Double Dames (avec Anne-Sophie Gourin) - Championnats de France à Dijon - Médaille de bronze - Double Mixte (avec Christophe Legoût) - Championnats de France à Dijon |
| 2001 | - Championne de France - Simple Dames - Agen - Vice-championne de France - Double Dames (avec Solène Legay) - Agen - Vice-championne de France - Double Mixte (avec Éric Durand) - Agen |
| 2002 | - Championne de France - Simple Dames - Rennes |
| 2003 | - Championne de France - Simple Dames - Mulhouse |